# Puchar Europy w narciarstwie alpejskim mężczyzn 2020/2021
Puchar Europy w narciarstwie alpejskim mężczyzn w sezonie 2020/2021 – 50. edycja tego cyklu. Pierwsze zawody odbyły się 2 grudnia 2020 roku w austriackim Gurgl, a ostatnie zaplanowano na 21 marca 2021 roku w Reiteralm. 
Tytułów w poszczególnych klasyfikacjach bronili:
- generalna:  Atle Lie McGrath
- zjazd:  Valentin Giraud Moine
- slalom:  Sebastian Holzmann
- gigant:  Atle Lie McGrath
- supergigant:  Raphael Haaser
- superkombinacja:  Robin Buffet

## Podium zawodów
| Lp. | Data             | Miejscowość           | Konkurencja       | 1. Miejsce             | 2. Miejsce             | 3. Miejsce              |
| --- | ---------------- | --------------------- | ----------------- | ---------------------- | ---------------------- | ----------------------- |
| 1.  | 2 grudnia 2020   | Gurgl                 | Gigant            | Raphael Haaser         | Stefan Luitz           | Alex Hofer              |
| 2.  | 3 grudnia 2020   | Gurgl                 | Gigant            | Julian Rauchfuss       | Raphael Haaser         | Magnus Walch            |
| 3.  | 7 grudnia 2020   | Zinal                 | Supergigant       | Ralph Weber            | Guglielmo Bosca        | Nils Mani Urs Kryenbühl |
| 4.  | 8 grudnia 2020   | Zinal                 | Superkombinacja   | Joel Lütolf            | Florian Loriot         | Luca Aerni              |
| 5.  | 9 grudnia 2020   | Zinal                 | Gigant            | Cyprien Sarrazin       | Alex Hofer             | Fabian Gratz            |
|     | 11 grudnia 2020  | Livigno               | Slalom równoległy | Odwołano               | Odwołano               | Odwołano                |
| 6.  | 14 grudnia 2020  | Santa Caterina        | Zjazd             | Maximilian Lahnsteiner | Lars Rösti             | Yannick Chabloz         |
| 7.  | 15 grudnia 2020  | Santa Caterina        | Zjazd             | Clemens Nocker         | Maximilian Lahnsteiner | Olle Sundin             |
| 8.  | 17 grudnia 2020  | Val di Fassa          | Slalom            | Clément Noël           | Stefano Gross          | Luca Aerni              |
| 9.  | 18 grudnia 2020  | Val di Fassa          | Slalom            | Théo Letitre           | Manfred Mölgg          | Sebastian Holzmann      |
| 10. | 21 grudnia 2020  | Altenmarkt-Zauchensee | Supergigant       | Raphael Haaser         | Daniel Hemetsberger    | Roy Piccard             |
| 11. | 22 grudnia 2020  | Altenmarkt-Zauchensee | Supergigant       | Roy Piccard            | Mathieu Faivre         | Giovanni Franzoni       |
| 12. | 6 stycznia 2021  | Val-Cenis             | Slalom            | Laurie Taylor          | Dionys Kippel          | Fabian Himmelsbach      |
| 13. | 7 stycznia 2021  | Val-Cenis             | Slalom            | Billy Major            | Laurie Taylor          | Dominik Raschner        |
|     | 13 stycznia 2021 | Gstaad                | Slalom równoległy | Odwołano               | Odwołano               | Odwołano                |
| 14. | 18 stycznia 2021 | Zinal                 | Supergigant       | Lars Rösti             | Arnaud Boisset         | Stefan Rieser           |
| 15. | 19 stycznia 2021 | Zinal                 | Supergigant       | Josua Mettler          | Maximilian Lahnsteiner | Ralph Weber             |
| 16. | 25 stycznia 2021 | Orcières              | Zjazd             | Erik Arvidsson         | Gilles Roulin          | Sam Morse               |
| 17. | 26 stycznia 2021 | Orcières              | Zjazd             | Victor Schuller        | Raphael Haaser         | Sam Aplhand             |
| 18. | 27 stycznia 2021 | Orcières              | Supergigant       | Maximilian Lahnsteiner | Stefan Rogentin        | Raphael Haaser          |
|     | 28 stycznia 2021 | Orcières              | Kombinacja        | Odwołano               | Odwołano               | Odwołano                |
| 19. | 2 lutego 2021    | Folgaria              | Zjazd             | Semyel Bissig          | Timon Haugan           | Cyprien Sarrazin        |
| 20. | 3 lutego 2021    | Folgaria              | Zjazd             | Timon Haugan           | River Radamus          | Dominik Raschner        |
| 21. | 6 lutego 2021    | Berchtesgaden         | Gigant            | Dominik Raschner       | Stefan Brennsteiner    | Fabian Gratz            |
| 22. | 7 lutego 2021    | Berchtesgaden         | Gigant            | Stefan Brennsteiner    | Dominik Raschner       | Bastian Meisen          |
| 23. | 18 lutego 2021   | Meiringen-Hasliberg   | Slalom            | Billy Major            | Anton Tremmel          | Tommaso Sala            |
| 24. | 19 lutego 2021   | Meiringen-Hasliberg   | Slalom            | Benjamin Ritchie       | Alexander Steen Olsen  | Jett Seymour            |
| 25. | 24 lutego 2021   | Sella Nevea           | Zjazd             | Victor Schuller        | Ralph Weber            | Olle Sundin             |
| 26. | 25 lutego 2021   | Sella Nevea           | Zjazd             | Erik Arvidsson         | Ralph Weber            | Victor Schuller         |
| 27. | 28 lutego 2021   | Oberjoch              | Slalom            | Jonathan Nordbotten    | Jett Seymour           | Marc Rochat             |
|     | 28 lutego 2021   | Oberjoch              | Slalom            | Odwołano               | Odwołano               | Odwołano                |
|     | 12 marca 2021    | Saalbach              | Zjazd             | Odwołano               | Odwołano               | Odwołano                |
| 28. | 13 marca 2021    | Saalbach              | Supergigant       | Stefan Rogentin        | Daniel Hemetsberger    | Roy Piccard             |
| 29. | 18 marca 2021    | Reiteralm             | Gigant            | Hannes Zingerle        | Julian Rauchfuss       | Daniel Meier            |
| 30. | 19 marca 2021    | Reiteralm             | Slalom            | Alexander Steen Olsen  | Sebastian Holzmann     | Dominik Raschner        |

## Klasyfikacje
| Lp. | Zawodnik               | Punkty |
| --- | ---------------------- | ------ |
| 1.  | Maximilian Lahnsteiner | 692    |
| 2.  | Raphael Haaser         | 668    |
| 3.  | Dominik Raschner       | 570    |
| 4.  | Ralph Weber            | 494    |
| 5.  | Stefan Rogentin        | 429    |
| 6.  | Victor Schuller        | 415    |
| 7.  | Julian Rauchfuss       | 398    |
| 8.  | Alexander Steen Olsen  | 367    |
| 9.  | Lars Rösti             | 360    |
| 10. | Giovanni Franzoni      | 353    |

| Lp. | Zawodnik               | Punkty |
| --- | ---------------------- | ------ |
| 1.  | Victor Schuller        | 334    |
| 2.  | Maximilian Lahnsteiner | 319    |
| 3.  | Erik Arvidsson         | 285    |
| 4.  | Olle Sundin            | 231    |
| 5.  | Sam Alphand            | 201    |
| 6.  | Yannick Chabloz        | 175    |
| 7.  | Ralph Weber            | 160    |
| 8.  | Gilles Roulin          | 147    |
| 8.  | Lars Rösti             | 147    |
| 10. | Raphael Haaser         | 145    |

| Lp. | Zawodnik               | Punkty |
| --- | ---------------------- | ------ |
| 1.  | Stefan Rogentin        | 328    |
| 2.  | Ralph Weber            | 325    |
| 3.  | Roy Piccard            | 305    |
| 4.  | Maximilian Lahnsteiner | 297    |
| 5.  | Raphael Haaser         | 253    |
| 6.  | Lars Rösti             | 213    |
| 7.  | Nils Mani              | 179    |
| 8.  | Arnaud Boisset         | 164    |
| 9.  | Cyprien Sarrazin       | 162    |
| 10. | Daniel Hemetsberger    | 160    |

| Lp. | Zawodnik         | Punkty |
| --- | ---------------- | ------ |
| 1.  | Dominik Raschner | 353    |
| 2.  | Semyel Bissig    | 301    |
| 3.  | Timon Haugan     | 300    |
| 4.  | Julian Rauchfuss | 298    |
| 5.  | Hannes Zingerle  | 262    |
| 6.  | Maarten Meiners  | 259    |
| 7.  | Alex Hofer       | 250    |
| 8.  | Raphael Haaser   | 230    |
| 9.  | Fabian Gratz     | 222    |
| 10. | Cyprien Sarrazin | 186    |

| Lp. | Zawodnik              | Punkty |
| --- | --------------------- | ------ |
| 1.  | Billy Major           | 258    |
| 2.  | Anton Tremmel         | 248    |
| 3.  | Marc Rochat           | 237    |
| 4.  | Alexander Steen Olsen | 225    |
| 5.  | Jett Seymour          | 220    |
| 6.  | Dominik Raschner      | 217    |
| 7.  | Laurie Taylor         | 216    |
| 8.  | Théo Letitre          | 213    |
| 9.  | Jonathan Nordbotten   | 208    |
| 10. | Tobias Kastlunger     | 186    |

| Lp. | Zawodnik               | Punkty |
| --- | ---------------------- | ------ |
| 1.  | Joel Lütolf            | 100    |
| 2.  | Florian Loriot         | 80     |
| 3.  | Luca Aerni             | 60     |
| 4.  | Christian Borgnaes     | 50     |
| 5.  | Justin Murisier        | 45     |
| 6.  | Giovanni Franzoni      | 40     |
| 6.  | Stefan Babinsky        | 40     |
| 8.  | Pirmin Hacker          | 32     |
| 9.  | Maximilian Lahnsteiner | 29     |
| 10. | Marco Pfiffner         | 26     |